# Blepharotoma boccainae
Blepharotoma boccainae är en skalbaggsart som beskrevs av Frey 1973. Blepharotoma boccainae ingår i släktet Blepharotoma och familjen Melolonthidae. Inga underarter finns listade.